# Modell 36

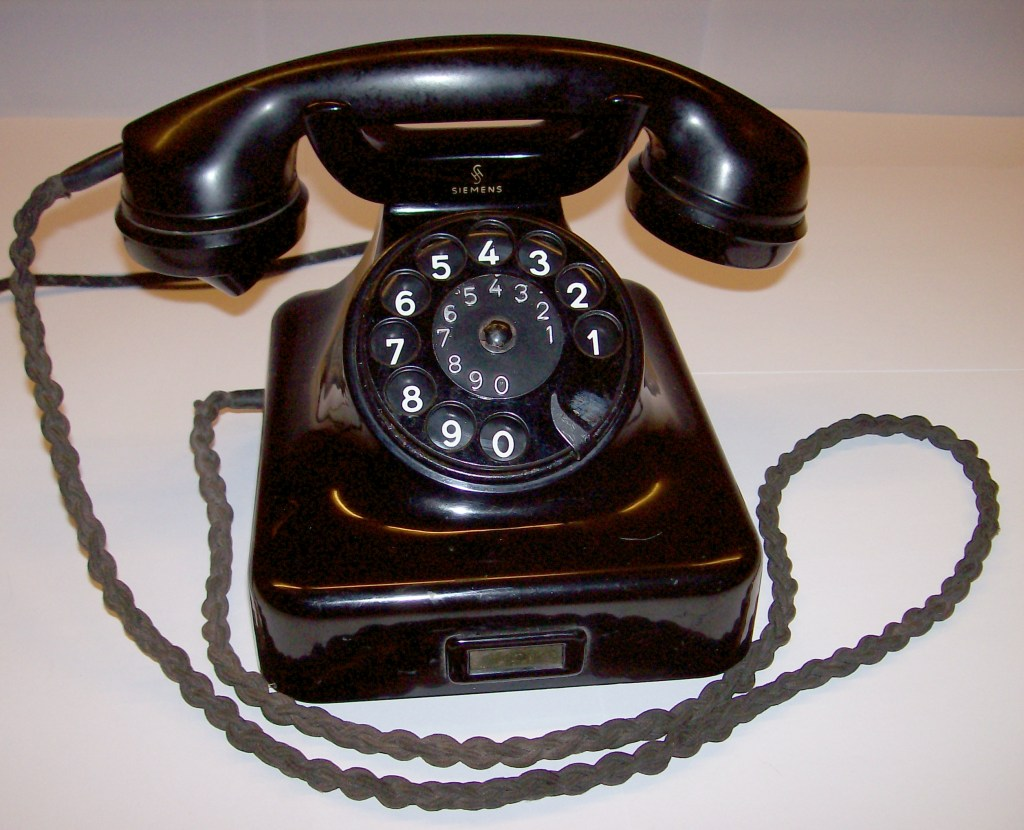
Modell 36 von Siemens & Halske – Baujahr 1937

Der Tischapparat Modell 36 (fälschlich auch W 36 genannt) ist der „Urvater“ und Wegbereiter der deutschen Vor- und Nachkriegstelefone der Modellreihen W 38 und W 48, er unterscheidet sich auf den ersten Blick nicht von ihnen. Dieser Apparat ist ein Klassiker des Industriedesigns, seine Gehäuse- und Hörerform war für viele Jahrzehnte stilprägend im Telefonbau. 

## Geschichte
Mitte der 1930er Jahre beauftragte die Deutsche Reichspost das Unternehmen Siemens & Halske mit der Konstruktion eines Nachfolgemodells für das damalige Standardtelefon W 28. Die W-Bezeichnung ist übrigens posttypisch und bedeutet „Wählapparat“, die Zahlen stehen für das Einführungsjahr. 

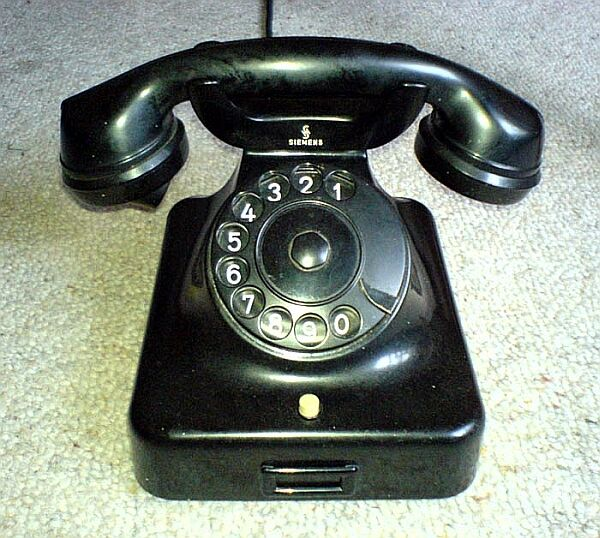
Modell 36 von Siemens & Halske, mit Erdtaste und Nummernschalter NS 38

Seit 1934 führte man bei Siemens umfangreiche Tests durch, erprobte neuartige Materialien, Formen und Fertigungsverfahren. 1936 stellte Siemens auf der Leipziger Frühjahrsmesse schließlich ein auf diesen Forschungen basierendes Modell der Öffentlichkeit vor. Zuverlässiger, reparaturfreundlicher und vor allem kostengünstiger sollte es sein, und mit seinem formschönen Gehäuse aus Bakelit (Phenolharz-Pressstoff) auch im Design bestechen. Trotz deutlich verbesserter akustischer Eigenschaften war die Reichspost mit dem vorgestellten Modell nicht restlos zufrieden. Man wollte Nachbesserungen. 
Die Forderungen im Einzelnen:
- ein Nummernschalter mit Zwangspause zwischen den gewählten Ziffern, damit zum Beispiel die schnelle Wahl einer „11“ nicht mehr als „2“ missdeutet werden konnte, da beides zwei identische Impulse erzeugen würde. Die Drehwähler in den Vermittlungsstellen brauchten eine gewisse Zeit zur Durchsteuerung. Das war auch schon beim W 28 ein Problem.

- ein Gehäuse mit dickerer Materialstärke – man befürchtete zu Recht, dass das Bakelit schnell reißen und brechen könnte. Trotz dieser Befürchtung und den umfangreichen Zerstörungen deutscher Städte im Zweiten Weltkrieg sind heute noch einige dieser Apparate unbeschädigt erhalten geblieben.

Da die Reichspost dem Modell keine Zulassung gab, wurde es also nie ein „W 36“. Der korrekte Name lautet daher „Modell 36“, Siemens & Halske Modellnummern „fg.tist.166“ (Fernsprechgerät Tischstation 166) und später „fg.tist.221“. Siemens produzierte den Apparat trotzdem bis etwa 1948 für private Telefonanlagen. Anfänglich wurde noch ein Nummernschalter des Typs N30 eingebaut – so wie zuvor auch im W 28 – jedoch mit weißen Ziffern auf schwarzem Zahlenkranz aus Email, es gibt aber auch einzelne Fotos mit schwarzen Ziffern auf weißem Grund, und glänzender, schwarzer Fingerlochscheibe („Wählscheibe“) aus Bakelit. Und wie beim W 28 verhindert eine mechanische Sperre, dass man den Nummernschalter aufziehen kann, während die Gabel niedergedrückt ist. Später wurden das Modell 36 nur noch mit dem Nummernschalter „NS 38“ bestückt.
Vereinzelt gab es in den 1940er Jahren Exemplare des Modell 36 von Siemens & Halske, bei denen die Gehäusekappe und die Fingerlochscheibe aus schwarz lackiertem Zinkdruckguss bestehen (Bilder siehe Link ganz unten). 
Es gibt eine elfenbeinfarbene Ausführung des Modell 36 mit braunem Zahlenkranz sowie eine braune Ausführungen mit rotem Ziffernring. Deren Herstellungszeitraum und -ort (Deutschland oder Österreich) allerdings nicht nachgewiesen sind. Das Modell 36 wurde mit und auf Wunsch auch ohne Erdtaste hergestellt, zum Beispiel für die Deutsche Reichsbahn.

## Das Modell 36 im Vergleich zu seinen Nachfolgern
Zwar sieht das Modell 36 äußerlich dem W 38 und dessen Nachfolgern W 48 und W 55 zum Verwechseln ähnlich – baugleich ist es nicht. Äußerlich erkennt man den das Modell 36 schnell an der hinten nicht mittig abgehenden Anschlussschnur, diese kommt weiter links heraus. Ferner am arretierten Nummernschalter (sofern vorhanden) sowie an den sich spiegelbildlich zum W 38 befindlichen Gehäuseschrauben an der Unterseite. 
Wie beim W 38 hat der Telefonhörer eine trichterförmige, zweiteilige Einsprache (Sprechmuschel). Das Innenleben unterscheidet sich in der Anordnung der jedoch identischen Bauteile deutlich von den Nachfolgemodellen. 
Die Nachfolgemodelle des Modell 36 sind zwar, wie bereits erwähnt, nicht baugleich, dennoch lassen sich die meisten Bauteile und Anschlusskabel zwischen Modell 36, W 38, W 48 und W 55 beliebig tauschen – außer Gabelumschalter und Klemmenblock. Es gibt zwischen den einzelnen Bauteilen keine baulichen Unterschiede. Die elektrischen Bauteile können in Form und Größe sowie die Art der „Verpackung“, bei Papierummantelung meist braun, seltener cremefarben, bedingt durch unterschiedliche Hersteller und Baujahre, untereinander variieren aber die Funktion und Anschlussbelegung bleibt immer gleich. Teilweise wurden in einigen Vorkriegsmodellen des W 38 sowie in vielen Nachkriegsfertigungen Rundkondensatoren verbaut. 
Dasselbe gilt auch für die nach dem Krieg in der DDR weitergebauten W 38 und den leicht veränderten Nachfolgern W 48 in der Bundesrepublik und W 55 (DDR). Dies gilt teilweise ebenso für deren Weiterentwicklungen W49, W58, W61, W63(a) sowie ausländischen Nachbauten einzelner Bauteile und ganzer Apparate (u. a. in den Niederlanden, der Tschechoslowakei und Rumänien).

## Nachkriegsproduktion

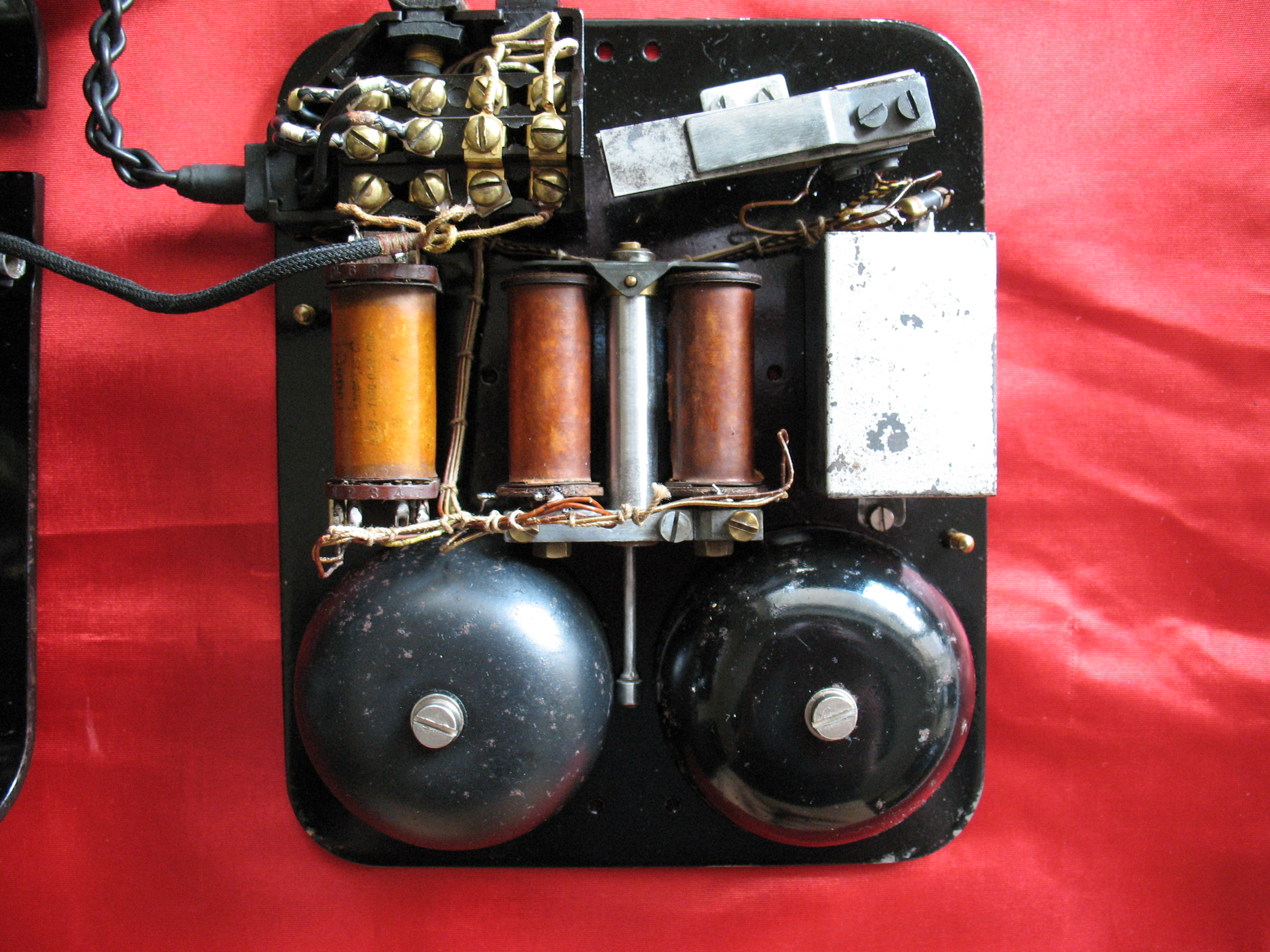
Bestückte Bodenplatte eines Modell 36 vom Unternehmen Mix & Genest aus der Nachkriegsproduktion.

Viele Telefonapparate der ersten Nachkriegsjahre bestehen aus einem Sammelsurium verschiedener Bauteile. Aus der Not heraus wurden damals alle vorhandenen Ersatzteile ohne Rücksicht auf Modellreihen und Standards zu neuen Apparaten montiert. Auf diese Weise entstanden teilweise kuriose Kreuzungen aus dem Modell 36, W 28 und W 38.
Meist wurde die Beschriftung der Kondensatoren und damit dessen Jahresangabe entfernt. Auch wurden oft die Grundplatten mit neuen Löchern versehen, um ein W 38 Gehäuse mit der Modell-36-Grundplatte kombinieren zu können. Solche Improvisationen gibt es von Siemens, vom VEB Fernmeldewerk Nordhausen (beide mit der Kennung: fg.tist.221b) und auch aus Österreich (fg.01.tif.066).
Obwohl bereits 1940 der W 38 das Modell 36 ablöste, wurde es von Mix & Genest in Deutschland sowie von Siemens & Halske in Deutschland und Österreich schon bald nach dem Krieg wieder produziert. Für Deutschland ist noch das Produktionsjahr 1948 nachgewiesen. In Österreich wurde das Modell 36 noch in den 1950er Jahren von den verstaatlichten Wiener Schwachstrom-Werke (WSW) für private Telefonanlagen gebaut. Ersatzteile wurden noch 1960 an Großhändler verkauft. In West-Deutschland bekamen vereinzelte Exemplare des Modell 36 eine Postzulassung, was wohl mit der Materialknappheit der ersten Nachkriegsjahre zusammenhing.